# Hipparinos
Hipparinos (altgriechisch Ἱππαρῖνος Hipparínos; * um 385 v. Chr.; † 351 v. Chr.) war von 353 bis 351 v. Chr. als Tyrann Herrscher von Syrakus.

## Herkunft und Familie
Hipparinos war ein Sohn Dionysios’ I., des Begründers der „jüngeren Tyrannis“ in Syrakus. Er stammte aus dessen Ehe mit der Adligen Aristomache. Sein gleichnamiger Großvater mütterlicherseits, nach dem er wahrscheinlich benannt wurde, war ein syrakusanischer Adliger und Mitkämpfer von Dionysios I. gewesen. Hipparinos hatte einen jüngeren Bruder namens Nysaios und zwei ältere Schwestern, Sophrosyne und Arete. Aus einer anderen Ehe mit der Adligen Doris aus Lokroi hatte Dionysios I. ebenfalls Kinder, darunter sein ältester Sohn, Dionysios II. Dionysios II. heiratete Sophrosyne und wurde so zum Schwager seiner Halbbrüder Hipparinos und Nysaios.
Zu den wichtigsten Vertrauten des Dynastiegründers Dionysios I. gehörte Hipparinos’ Onkel Dion, der als Bruder der Aristomache ein Schwager von Dionysios I. und als Ehemann von deren Tochter Arete, seiner Nichte, zugleich dessen Schwiegersohn war. Er war ein Freund des Philosophen Platon und von dessen Gedankengut beeinflusst.

## Leben

Süditalien zur Zeit des Hipparinos

Als Dionysios I. tödlich erkrankte, setzte sich Dion für eine Nachfolgeregelung ein, die seine Neffen Hipparinos und Nysaios an der Macht beteiligt hätte. Diese Bemühungen blieben jedoch erfolglos; nach dem Tod Dionysios’ I. im Jahre 367 v. Chr. trat Dionysios II. als Alleinherrscher die Nachfolge an. Im folgenden Jahr wurde Dion verbannt und fuhr nach Griechenland ins Exil.
357 v. Chr. gelang es Dion, der mit einem Söldnerheer zurückgekehrt war, Dionysios II. zu stürzen und aus Syrakus zu vertreiben. Auf die kurze Herrschaft Dions, der bereits 354 v. Chr. von seinem Vertrauten Kallippos verraten und auf dessen Befehl von Söldnern ermordet wurde, folgte eine unruhige Periode voller Kämpfe und Herrschaftswechsel. Kallippos konnte seine Stellung als führender Politiker im nun wieder demokratischen Syrakus nur 13 Monate lang halten. Damals hielt sich Hipparinos mit seinen Parteigängern, zu denen die früheren Anhänger seines Onkels Dion gehörten, in Leontinoi auf. Als sich Kallippos 353 v. Chr. der Stadt Katane bemächtigen wollte und mit seiner Armee von Syrakus abwesend war, gelang es Hipparinos, mit einem Überraschungsangriff Syrakus einzunehmen und so die Tyrannenherrschaft der Dynastie Dionysios’ I. wiederherzustellen. Hipparinos ergriff nun selbst die Macht und überging die Ansprüche seines Halbbruders und Schwagers Dionysios II., der sich nach Lokroi zurückgezogen hatte und dort als Tyrann herrschte. Die Herrschaft des Hipparinos dauerte zwei Jahre. Nach seinem Tod – er soll ermordet worden sein – trat 351 v. Chr. sein jüngerer Bruder Nysaios seine Nachfolge an.
Der Philosoph Platon, der dreimal nach Syrakus reiste und darauf hoffte, dass durch seinen Einfluss in Sizilien ein platonischer Idealstaat errichtet werden könnte, erwähnt Hipparinos in seinem Achten Brief, dessen Echtheit allerdings umstritten ist. Der Achte Brief, der „Ratschläge an Dions Freunde im Sinne Dions“ enthält, bietet einen Plan für die zukünftige politische Ordnung im syrakusanischen Staat. Platon schlägt konkret als Lösung für die Probleme in Syrakus die Errichtung einer konstitutionellen Monarchie vor, bei der die Herrschaft als Kompromiss zwischen drei Königen geteilt werden sollte. Der zweite dieser Könige sollte nach den Vorstellungen Platons Hipparinos werden. Diesen Vorschlag begründet Platon mit Rücksicht auf die jetzt geleistete Hilfe und auf seinen (Hipparinos’) tugendhaften Charakter; denn dieser, obschon eines Gewaltherrschers Sohn, befreit jetzt die Stadt, indem er sich und seinem Geschlechte statt einer kurzen und ungerechten Gewaltherrschaft ewig dauernden Ruhm erwirbt. Platon, der die Tyrannenherrschaft ablehnte, hoffte somit, Hipparinos für seine politischen Vorstellungen gewinnen zu können.